# Thiếu Lâm tự truyền kỳ
Thiếu lâm tự truyền kì (tiếng Trung: 少林寺傳奇 là tên một loạt phim truyền hình thể loại võ thuật, lịch sử cổ trang của Trung Quốc từ 2007-2014, gồm ba phần: Loạn thế anh hùng (2007), Thập tam côn tăng (2009-10) và Thập bát la hán (2014). Dàn diễn viên của phim không có nhiều thay đổi trong mỗi phần, đều lấy bối cảnh chính tại chùa Thiếu Lâm.

## Loạn thế anh hùng (2007)

### Tóm lược
Thời Nam Bắc Triều, chiến tranh liên miên, cao nhân Nhất Ngộ Đạo, họ Cơ, tên Thần Quang sớm nhìn thấu hồng trần, quyết tâm quy y cửa phật. Ông đến Thiếu Lâm Tự xin Phương trượng Đạt Ma nhận ông làm đệ tử. Ngoài trời tuyết đang rơi, Thần Quang đứng đợi ba ngày ba đêm. Phương trượng Đạt Ma không muốn nhận ông làm đệ tử, Đạt Ma nói, muốn ta nhận ngươi làm đệ tử, trừ khi ngoài trời rơi tuyết đỏ. Cơ Thần Quang đã hạ quyết tâm xuất gia, liền chặt cánh tay trái của mình, lúc đó trời liền rơi tuyết đỏ. Phương trượng Đạt Ma cảm động trước lòng thành của Thần Quang, liền thu nhận ông làm đệ tử, đặt pháp danh cho ông là Tuệ Khả.
15 năm sau, Phương trượng Đạt Ma viên tịch, Tuệ Khả trở thành Phương trượng đời thứ hai của Thiếu Lâm Tự. Trong số đệ tử của ông, ông rất hài lòng về năm đệ tử Huệ Duyên, Huệ Thạch, Huệ Nỗ, Huệ Nhẫn và Huệ Không. Tất cả năm đệ tử này đều siêng năng luyện võ, mỗi người đều có tuyệt chiêu riêng của mình. Phương trượng Tuệ Khả chuyên tâm tu luyện, giác ngộ sâu sắc về thiền, ông trở thành kinh sư của thái hậu đương triều, thường vào cung để giảng về kinh pháp. Lạc Dương Vương Cao Kỳ là người bạn cũ của ông tìm Phương trượng Tuệ Khả để chơi cờ. Phương trượng Tuệ Khả có đề cập đến vấn đề việc trần thế gần đây rất rối ren, các đệ tử khó lòng tịnh tâm tu luyện được. Lạc Dương Vương nói rằng Triều đình đang mở rộng hậu cung, cho phép các nơi tuyển dân nữ đưa vào trong cung, việc này rất cấp bách, thánh lệnh không thể không nghe. Theo quy chế của triều đình, hậu cung đã quá nhiều, nhưng vẫn phế tuyển nhiều lần, chiến loạn lại nhiều, ai đã giành được thiên hạ lại không muốn vui chơi tiêu khiển....

### Diễn viên
- Bào Quốc An vai Phương Trượng
- Lý Xung vai Huệ Duyên
- Lý Uyên vai Huệ Thạch
- Diệp Kiếm Vệ vai Huệ Nỗ
- Tạ Miêu vai Huệ Nhẫn
- Vương Tiểu Long vai Huệ Không
- Vương Cương vai Tề Vương
- Vu Thừa Huệ vai Lão Yêu Tử
- Kế Xuân Hoa vai Tôn Bá
- Tôn Hủy Ngưng vai Tích Nguyệt
- Chu Quang Thiện vai đại ca
- Geng Nan vai công chúa

71
Truyền thuyết về chùa Thiếu Lâm
Phim truyền hình do Du Xiao làm đạo diễn
Mục từ này đa nghĩa, có tổng cộng 3 nghĩa
Mở ra
"Truyền thuyết Thiếu Lâm Tự" là một bộ phim truyền hình của đạo diễn Du Xiao , được chia thành bốn phần. Phần thứ nhất mô tả tình trạng hỗn loạn trong thiên hạ và bình dân của giai cấp thống trị vào cuối thời Bắc triều và đầu thời nhà Tùy. Để ủng hộ công lý trên thế giới, các nhà sư Thiếu Lâm đã buộc phải ra khỏi núi để làm thiện và trừ ác; phần thứ hai nói về sự hỗn loạn trên thế giới vào cuối triều đại nhà Tùy. Các bậc vương hầu đều cậy mình làm vua, khói thuốc súng tiếp nối, dân chúng khổ cực. Taiwei Wang Shichong đầy tham vọng và âm mưu chiếm đoạt ngai vàng, Thiếu Lâm Tự đã biểu diễn một loạt các ca khúc anh hùng cùng với các triều đại nhà Tùy và nhà Đường Phần thứ ba kể về câu chuyện của Hoàng đế Khang Hy, khi Thiếu Lâm Tự được lệnh của hoàng đế. đến Tây Vực để thực hiện một nhiệm vụ tử thần và gặp phải trên đường đi. Câu chuyện về nhiều tai ương; phần thứ tư mô tả câu chuyện về nhà sư Thiếu Lâm hoàn thành sứ mệnh về phía Tây và lại được Khang Hy chỉ định hộ tống anh hùng nhà Minh là tướng Wanshoushan trở về đến thủ đô.

## Thập tam côn tăng (2009)
Phim phát sóng trên kênh VTC7 - TodayTV vào ngày 17 tháng 10 năm 2011 đến ngày 19 tháng 12 năm 2011 với tựa đề Truyền thuyết thiếu lâm tự 2.

### Tóm lược
Nội dung phim kể về những năm cuối triều Tuỳ, thiên hạ đại loạn, các lộ chư hầu tự lập vương vị binh biến liên miên dân chúng lầm than thống khổ 13 người dân thường vốn xuất thân khác nhau bị hoàn cảnh dồn vào đường cùng đã quy y cửa phật khổ luyện võ công. Xem phim này bạn sẽ thấy vì thiên hạ thái bình, 13 vị hòa thượng phò tá minh quân Lý Thế Dân tiêu diệt Vương Thế Sung tạo nên bản anh hùng ca Lạc Dương, Thái úy Vương Thế Sung âm mưu đoạt quyền soán ngôi thiên tử, uy hiếp ấu chúa Dương Đồng. Trong phim, dưới quyền Vương Thế Sung có Cấm Võ Lệnh,Vương Nhân Tắc, nghĩa tử Vương Nhân Nghĩa võ công cao siêu đe dọa đến nhân sĩ võ lâm thiên hạ Vương Thế Sung đang chiêu mộ nhân tài đồng thời tìm cách thu phục các môn phái võ lâm như thần kiếm sơn trang,bạch viên thánh thủ,ngân câu môn trong đó nhất là thiếu lâm tự. Huyền Tông - tổng giáo đầu của Thiếu Lâm tự võ công tuyệt đỉnh Vương Thế Sung muốn thiếu lâm quy hành nhưng vấp phải sự chống đối kịch liệt của Thiếu Lâm tự. Trong số thời loạn lạc đó có 13 người tuy xuất thân khác nhau nhưng đều bị thời cuộc bức hại, trải qua nhiều sóng gió gian nan, cuối cùng họ xuất gia nhưng những thế lực đen tối vẫn không buông tha. Họ quyết công khổ luyện võ công để tự bảo vệ bản thân và mong muốn thiên hạ thái bình. Những vị hoà thượng chùa Thiếu Lâm mà đứng đầu là Huyền Tông - Tổng giáo đầu Thiếu Lâm Tự đã lập nên "La Hán Kỳ Môn Côn Pháp" cứu Đường vương Lý Thế Dân thoát khỏi hoạn nạn và tiêu diệt kẻ tàn ác.

### Diễn viên
- Nguyên Bưu vai Huyền Tông
- Lương Gia Nhân vai Vương Thế Sung
- Kế Xuân Hoa vai Vương Nhân Tắc
- Lý Uyên vai Vương Nhân Nghĩa
- Tôn Hủy Ngưng vai công chúa
- Lâm Chí Dĩnh vai Lý Thế Dân
- Tạ Miêu vai Trương Thiên Bảo